# بطولة باريس المفتوحة 1973 - الزوجي
في بطولة باريس المفتوحة 1973 - الزوجي فاز كل من الإسباني خوان غسبرت وإيلي ناستاسي على الأمريكي أرثر أش والأمريكي روسكو تانر في المباراة النهائية بنتيجة 6–2، 4–6، 7–5.

## التوزيع
1. توم جورمان /  ستان سميث (نصف النهائي)
2. توم أوكر /  مارتي رسن (نصف النهائي)
3. أرثر أش /  روسكو تانر (النهائي)
4. خوان غسبرت /  إيلي ناستاسي (البطولة)

## المباريات

### مفتاح
- Q = متأهل Qualifier
- WC = وايلد كارد Wild Card
- LL = خاسر محظوظ Lucky Loser
- Alt = بديل Alternate
- SE = Special Exempt
- PR = تصنيف محمي Protected Ranking
- w/o = فوز سهل Walkover
- r = انسحاب Retired
- d = Defaulted
- SR = Special ranking
- ITF = ITF entry
- JE = Junior exempt

### النهائي
| النهائي |                         |   |   |   |
|         |                         |   |   |   |
|         |                         |   |   |   |
| 4       | خوان غسبرت إيلي ناستاسي | 6 | 4 | 7 |
| 3       | أرثر أش روسكو تانر      | 2 | 6 | 5 |